# In-A-Gadda-Da-Vida (album)
| Recensione              | Giudizio   |
| ----------------------- | ---------- |
| AllMusic                | [ 5 ]      |
| Storia della musica     | [ 6 ]      |
| Debaser                 | [ 7 ]      |
| Sputnikmusic            | 3.0 (Good) |
| Piero Scaruffi          | [ 9 ]      |
| Progarchives            | [ 10 ]     |
| Dizionario del Pop-Rock | [ 11 ]     |
| 24.000 dischi           | [ 12 ]     |

In-A-Gadda-Da-Vida è il secondo album in studio degli Iron Butterfly pubblicato il 14 giugno del 1968. L'album è quello di maggior successo del gruppo statunitense.

## Il disco
Il titolo deriva dalla storpiatura della frase "In the Garden of Eden" a opera del cantante del gruppo Doug Ingle.
L'album raggiunse la quarta posizione  nella classifica Billboard 200.
La traccia omonima In-A-Gadda-Da-Vida, con i suoi oltre 17 minuti è la più lunga dell'album, nonché la più lunga della discografia del gruppo ed è stata pubblicata come singolo con una durata ridotta di 2 minuti e 53 secondi. Il brano è anche considerato uno dei primi esempi di Hard rock/Proto-metal che influenzerà gruppi come Led Zeppelin, Black Sabbath o Deep Purple.
Nel 1995 è stata pubblicata una riedizione dell'album intitolata In-A-Gadda-Da-Vida Deluxe Edition. La copertina contiene un booklet di 36 pagine con foto rare del gruppo, mentre alla lista delle tracce dell'album sono state aggiunte altre due versioni della title track, indicate come tracce bonus. La prima è una versione live del brano che dura quasi venti minuti, mentre la seconda è la versione da singolo, che dura poco meno di tre minuti.
Ad un anno dalla pubblicazione, l'album ha venduto più di 8 milioni di copie, rendendo il disco più venduto nella storia della musica registrata in quel momento. Ad oggi ha venduto oltre 30 milioni di copie.
È stato votato al numero 783 nella classifica dei 1000 migliori album di tutti i tempi da Colin Larkin.

## Tracce
Brani composti da Doug Ingle, eccetto dove indicato
Lato A
1. Most Anything You Want – 3:41
2. Flowers and Beads – 3:05
3. My Mirage – 4:51
4. Termination – 2:50 (Erik Brann, Lee Dorman)
5. Are You Happy – 4:28

Durata totale: 18:55
Lato B
1. In-A-Gadda-Da-Vida – 17:05

Durata totale: 17:05
Edizione CD del 1995, pubblicato dalla Rhino Records (numero codice catalogo)
Brani composti da Doug Ingle, eccetto dove indicato
1. Most Anything You Want – 3:44
2. Flowers and Beads – 3:09
3. My Mirage – 4:55
4. Termination – 2:53 (Erik Brann, Lee Dorman)
5. Are You Happy – 4:32
6. In-A-Gadda-Da-Vida – 17:10
7. In-A-Gadda-Da-Vida – 18:51 – Bonus Track - Live Version
8. In-A-Gadda-Da-Vida – 2:54 – Bonus Track - Single Version

Durata totale: 58:08
Edizione CD del 2014, pubblicato dalla Salvo Records (SALVOCD071)
Brani composti da Doug Ingle, eccetto dove indicato
1. Most Anything You Want – 3:44
2. Flowers and Beads – 3:08
3. My Mirage – 4:51
4. Termination – 3:00 (Erik Brann, Lee Dorman)
5. Are You Happy – 4:27
6. In-A-Gadda-Da-Vida – 17:05
7. In-A-Gadda-Da-Vida – 2:53 – Bonus Track - Single A-Side
8. In-A-Gadda-Da-Vida – 5:12 – Bonus Track - French B-Side Live Edit
9. Iron Butterfly Theme – 3:24 – Bonus Track - 7" Version
10. Soul Experience – 2:50 (Ron Bushy, Doug Ingle, Erik Brann, Lee Dorman) – Bonus Track - 7" Version

Durata totale: 50:34

## Formazione
- Doug Ingle - organo, voce
- Erik Brann - chitarra
- Lee Dorman - basso
- Ron Bushy - batteria